# Tuhemberua (Mandrehe)
Tuhemberua is een bestuurslaag in het regentschap Nias Barat van de provincie Noord-Sumatra, Indonesië. Tuhemberua telt 824 inwoners (volkstelling 2010).